# Joe Allen (1990)
Joseph Michael "Joe" Allen (* 14. března 1990 Carmarthen, Wales, Spojené království) je bývalý velšský fotbalový záložník.

## Klubová kariéra
- Swansea City AFC (mládež)
- Swansea City AFC 2007–2012
- →  Wrexham AFC (hostování) 2008
- Liverpool FC 2012–2016
- Stoke City FC 2016–2022
- Swansea City AFC 2022–2025

## Reprezentační kariéra

### Wales
Allen nastupoval za velšské mládežnické reprezentace U17, U19 a U21.
Svůj debut za velšský národní A-tým absolvoval 29. 5. 2009 v přátelském utkání v Llanelli proti reprezentaci Estonska (výhra 1:0). Se svým mužstvem se mohl v říjnu 2015 radovat po úspěšné kvalifikaci z postupu na EURO 2016 ve Francii (byl to premiérový postup Walesu na evropský šampionát). V závěrečné 23členné nominaci na šampionát nechyběl. Na EURU velšský národní tým získal bronzové medaile po semifinálové porážce 0:2 s Portugalskem, Allen odehrál všech šest zápasů svého mužstva na turnaji.

### Velká Británie
Byl členem sjednoceného reprezentačního výběru Velké Británie na Letních olympijských hrách 2012 v Londýně.